# Charassobates baudi
Charassobates baudi är en kvalsterart som beskrevs av Sandór Mahunka 1984. Charassobates baudi ingår i släktet Charassobates och familjen Charassobatidae. Inga underarter finns listade i Catalogue of Life.